# メンドクサイ愛情
「メンドクサイ愛情」（メンドクサイあいじょう）は、大島麻衣の楽曲。亜美が作詞、前山田健一が作曲を手掛けた。大島の１枚目のシングルとして2010年5月5日にavex traxから発売された。

## 概要
元AKB48のメンバー・大島麻衣のソロデビューシングル。AKB48メンバー関連作品のソロ作品では初となるオリコントップ10入りを果たした。初回生産特典として抽選応募券、トレーディングカード1枚（全6種）が封入されている。3形態で発売され、ジャケットA・ジャケットBはCD+DVD仕様である。

## 収録曲
1. メンドクサイ愛情
（作詞：亜美、作曲・編曲：前山田健一）
日本テレビ系「ジャック10」5月度エンディングテーマ
2. どーにもこーにも
（作詞・作曲・編曲：宮﨑歩）
3. メンドクサイ愛情（Instrumental）
4. どーにもこーにも（Instrumental）